# Azurage
L'azurage ou blanchiment optique d'une surface blanche consiste à ajouter une petite quantité de colorant bleu à la matière.
Les textiles naturels, ainsi que les papiers, ont une teinte naturelle, avant teinture, claire mais tirant légèrement vers le jaune-orangé. Ajouter une quantité de bleu, couleur complémentaire de celle du matériau, brut beige, écru ou grège, les approche du gris neutre, avec une faible perte de luminosité. On les perçoit alors comme une surface blanche, légèrement moins éclairée. Un excès modéré de bleu ne change pas cette perception.
À partir du milieu du XXe siècle, les industries du papier, du textile, de la blanchisserie ont utilisé des agents azurants fluorescents, transformant de l'énergie rayonnée ultraviolette en lumière visible bleuâtre à la place des colorants, qui restent en usage dans le domaine de la peinture, la solidité à la lumière des « azurants optiques » étant insuffisante.

## Blancheur
Une surface de couleur blanche, en principe, réfléchit également toutes les couleurs de la lumière qui l'éclaire. Un écran de projection est blanc, ce qui lui permet de réfléchir une image en couleurs projetée. La définition du blanc se complique lorsqu'on examine les surfaces réelles et non plus un idéal. Il faut alors considérer le blanc comme un champ chromatique, où se retrouvent proverbialement le « blanc comme neige » et la « blancheur d'un lys », dont chacun perçoit bien la différence de couleur. « Blanc » caractérise un aspect qui associe une forte luminosité et une absence de teinte déterminable. Du fait de l'adaptation visuelle chromatique, la lumière principale d'une scène se perçoit le plus souvent comme blanche.
La blancheur d'une surface est difficile à déterminer ; l'impression de blancheur varie d'un individu à l'autre. Une personne entraînée est bien plus à même de repérer et de situer une faible chromaticité. Dans l'ensemble, pour des échantillons de même clarté les bleutés sont considérés comme plus blancs que les jaunâtres, alors que des ajouts bien moindres de vert ou de rouge détruisent la sensation de blancheur. L'évaluation colorimétrique de la blancheur a constitué un important domaine de recherche pour les industries papetière et textile, tout en intéressant aussi les producteurs de matière plastique, de céramique, de porcelaine, de plâtre et de substances alimentaires blanches comme le lait et surtout le sel et le sucre. Les surfaces d'apparence blanche se placent, dans un diagramme de chromaticité, à proximité immédiate du lieu du corps noir et des lumières du jour avec une température de couleur de 5 000  à   8 500 K. La largeur de la zone des blancs n'a pas de rapport avec les ellipses de MacAdam, qui indiquent les seuils de discrimination des couleurs. Dans la zone des blancs, on perçoit des différences de couleur, mais elles sont « peu importantes au regard de la sensation de blanc, quand elles sont relative à des dominantes bleues ou jaunes ».
Un diffuseur parfait est jugé moins blanc qu'une surface légèrement bleutée, même un peu moins claire. Ce fait est en rapport avec le phénomène Helmoltz—Kohlrausch. On ne sait pas bien à partir de quel niveau de bleu la sensation de blancheur disparaît.
La Commission internationale de l'éclairage a produit des formules d'évaluation colorimétrique de la blancheur résultant en un indice unique. L'industrie papetière, de son côté, a utilisé à partir d'éléments empiriques, une méthode simple, avec une procédure rigoureuse, consistant essentiellement à mesurer le facteur de luminance à travers un filtre Wratten 49 (bleu foncé). L'Association technique de l'industrie papetière des USA communique cette valeur sous le nom de brightness, qui prend donc un sens particulier dans ce contexte. Cet indice a l'avantage de tenir compte de l'effet de l'azurage. Le domaine d'application de cette mesure, comme celle des nombreuses autres évaluations de la blancheur, se limite à la comparaison de surfaces claires approximativement blanches.

## Agents azurants

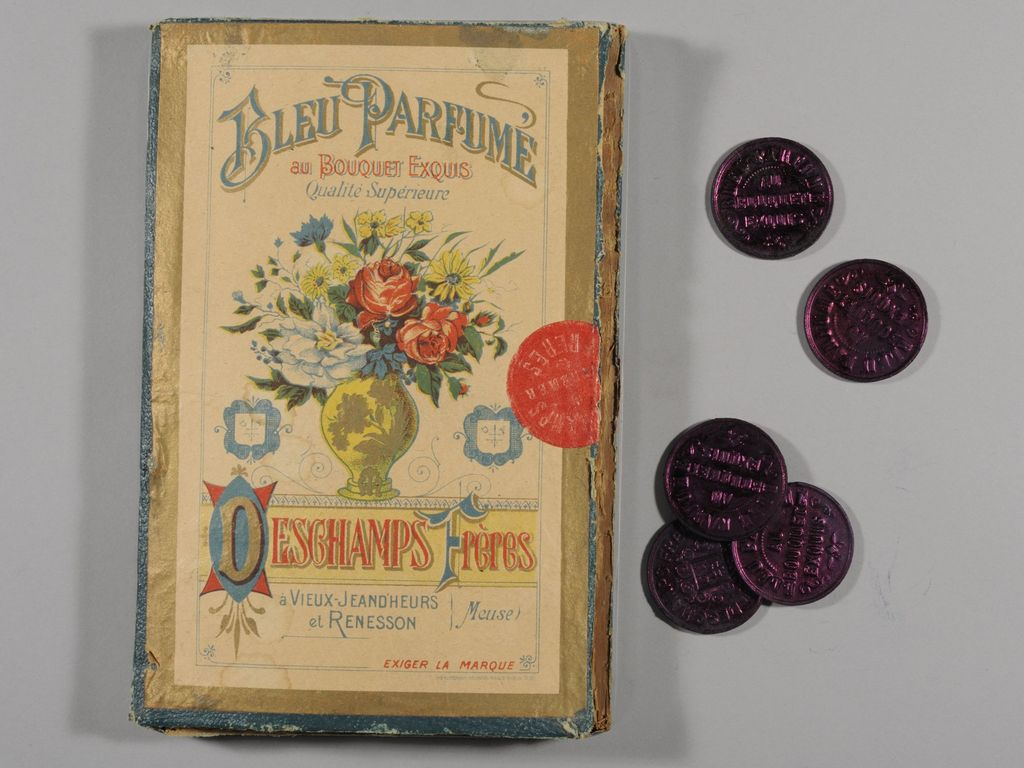
Trousse d'azurage.

La plupart des colorants bleus ont servi à l'azurage des textiles, pourvu qu'ils ne soient pas chers. Les textiles devant être lavés assez fréquemment, autrefois une fois l'an, le prix, plus que la solidité à la lumière et à l'air, déterminait l'usage. Il fallait aussi que le bleu résiste à la lessive, souvent chimiquement basique. L'indigo destiné à cet usage se vend au début du XIXe siècle comme « bleu céleste, bleu anglais, boules de bleu », à la fin du siècle, le bleu Guimet se désigne « bleu de lessive ».
L'azurage s'effectue parfois pour les papiers et textiles depuis le milieu du XXe siècle, avec des « agents de blanchiment optiques » fluorescents qui offrent l'avantage d'augmenter légèrement la luminosité des surfaces. L'impression de blancheur accrue ne vient pas de cet accroissement, mais de la légère dominante bleue qu'ils causent. L'adjectif « optique » oppose ces produits qui, comme les colorants, ont un effet visuel, aux agents de blanchiment chimiques comme l'eau de Javel ou l'eau oxygénée. On les appelle aussi, de façon plus condensée, « azurants optiques », bien que cette désignation ne les différencie pas des colorants bleus, dont l'action est aussi optique.
La résistance à la lumière limitée des agents de blanchiment optique fluorescents a restreint leur usage à la lessive et au papier ordinaire. Les papiers destinés aux beaux-arts et au tirage photographique en sont le plus souvent exempts.

## Histoire
Depuis longtemps, on a remarqué que les surfaces blanches, surtout les papiers et les tissus, semblent plus blanches lorsqu'on les colore d'une petite quantité de bleu. Le procédé est très ancien. Mentionné depuis le XVIe siècle, il remonte peut-être à l'Antiquité. Les termes « azurage » et « azurant » sont attestés au XIXe siècle.
De nombreuses substances bleues et violettes ont servi, avec un succès variable, des sels de cuivre, le smalt, l'orseille, puis l'indigo et le bleu de Prusse à la fin du XVIIIe siècle. L'outremer artificiel ou bleu Guimet, dont plus de la moitié de la production a servi pour l'azurage, a ensuite prédominé jusqu'à l'invention, au milieu du XXe siècle, des azurants optiques dont la fluorescence augmente encore plus la blancheur. D'autres bleus de synthèse modernes comme le bleu phtalo ou bleu d'indanthrène, servent dans d'autres usages, comme la peinture automobile.
L'azurage était un savoir empirique, appuyé sur de nombreuses recettes. En 1861, Chevreul le prit comme exemple démonstratif de son élaboration sur les couleurs complémentaires. Son raisonnement, repris par de nombreux auteurs ensuite, explique comment la teinture bleue neutralise la tendance jaune-orangée des matières brutes, mais pas comment un excès de bleu augmente encore l'impression de blancheur.

## Réglementation de l'azurage
L'azurage par tout moyen de produits alimentaires comme le sucre est limité par la loi dans plusieurs pays. L'incorporation d'un colorant bleu a dans ce cas pour objectif de masquer une coloration jaune résultant d'impuretés.